# Lista primarilor Brașovului
Aceasta este o listă cu persoanele au îndeplinit funcția de primar al orașului Brașov.

## Juzi
- Nicolaus filius Pauli, înainte de 1360
- Jacobus iudex, 1364, 1368, 1380, 1387
- Johannes Sydenswancz, 1397–1398, 1403–1406, 1412
- Valentinus Godfridi iudex, 1413, 1415, 1419
- Nicolaus Wyroch, 1420
- Valentinus Godfridi iudex, 1424
- Simon Revdel, 1425
- Valentinus Godfridi iudex, 1427
- Georgius dictus Burger, 1435
- Petrus Anthonii iudex, 1439–1440
- Georgius iudex, 1444
- Petrus comes, alias iudex, prior to 1447
- Caspar Craus, alias iudex, prior to 1455
- Georgius, condam iudex, prior to 1456
- Georg Lang, iudex, 1462
- Laurentius Pereczswthew, 1467
- Petrus Revel, iudex, 1475
- Petrus Werek, 1483
- Petrus Kewel, 1484
- Symon Sartor, 1488
- Bartholomeus Schunkabunk, 1494
- Simon Sartor, 1497
- Petrus Beer (Vrsinus), 1499–1500
- Georgius Ewthwes, 1502
- Johannes Schirmer, 1506–1507
- Matthias Funifex (Zeler), 1509–1510
- Johannes Benkner cel Bătrân, 1511–1513
- Johannes Schirmer, 1514
- Johannes Benkner, 1515, 1517–1518
- Hanns Balwes, 1519
- Johannes Benkner, 1520–1521
- Hans Schirmer, Richter, 1522
- Johannes Benkner, 1523
- Valentinus Cheres, 1524
- Clemens Weyrauch, 1525–1526
- Peter Engel, 1527
- Lucas Hirscher, 1528–1539
- Martinus Drauth, 1540
- Lucas Hirscher, până la 19 aprilie 1541
- Johannes Fuchs, 1541–1544
- Vincentius Schneider, 1545–1546
- Johannes Benkner, 1547–1548
- Vincentius Schneider, 1549
- Johannes Benkner, 1550–1552
- Simon Goldschmidt, 1553
- Michael Roth, 1554
- Johannes Benkner, 1555–1560
- Lukas Hirscher, 1561–1562
- Simon Goldschmidt, 1563
- Lukas Hirscher, 1564
- Johannes Benkner, 1565
- Simon Goldschmidt, 1566
- Lukas Hirscher, 1567–1568
- Johann Graeff, 1569–1570
- Lukas Hirscher, 1571–1589
- Cyrillus Greißing, 1590
- Johannes Fuchs, 1590–1591
- Cyrillus Greißing, 1592–1594
- Johann Chrestels, 1595
- Cyrillus Greißing, 1595
- Valentin Hirscher, 1596–1604
- Johannes Draudt, 1605–1607
- Matthias Fronius, 1608–1609
- Johannes Draudt, 1609–1611
- Michael Weiss, 1612
- Johannes Draudt, 1613
- Johannes Greißing, 1614
- Johann Chrestels, 1615–1619
- Johannes Draudt, 1620
- Johann Chrestels, 1621–1624
- Daniel Fronius, 1625–1627
- Christian Hirscher, 1628–1629
- Michael Goldschmidt, 1630–1632
- Christianus Hirscher, 1635
- Michael Goldschmidt, 1639
- Christianus Hirscher, 1641
- Michael Herrmann, 1647, 1654–1655
- Michael Goldschmidt, 1657–1658
- Michael Herrmann, 1659-28 august 1660 (decedat)
- Joseph Bolthosch, 1661
- David Czako, 1662–1663
- Simon Drauth, 1664
- David Czako, 1665
- Georgius Chrestels, 1666–1667
- David Czako, 1668
- Georgius Chrestels, 1669
- David Czako, 1670–1672
- Simon Dietrich, 1673–1674
- David Czako, 1675–1676
- Simon Dietrich, 1677–1679
- Georgius Drauth, 1680–1685
- Michael Filstich, 1686–1688 3
- Simon Draudt, 1689–1690
- Michael Filstich, 1691
- Simon Drauth, 1692
- Michael Filstich, 1693
- Johannes Mankesch, 1694-24.11.1699 (†)
- Georgius Jeckel, 1700
- Andreas Rheter, 1701–19.01.1707 (†)
- Georgius Jeckel, până la 28.08.1708 (†)
- Bartholomeus Seuler, 1709–1710
- Georgius Drauth, 1711–1714
- Stephan Filstich, 1715–1717
- Georgius Drauth, 1718–1719
- Stephan Filstich, 1720
- Georgius Drauth, 1721
- Stephan Filstich, 1722–1723
- Georgius Drauth, 1724–1727
- Stephan Filstich, 1728–1732
- Lucas Seuler M.D., 1733
- Stephanus Filstich, 1734–1736
- Samuel Herberth, 1737–1740
- Paulus Chrestels, 1741–1742
- Samuel Herberth, 1743–1744
- Paulus Chrestels, până la 26.12.1745 (†)
- Samuel Herberth de Herbertsheim, 1746–1747
- Martinus Closius, 1748-29.09.1749 (†)
- Christoph von Seewaldt, 1751–1754
- Johann Seuler von Seulen, 1755–1757
- Andreas Tartler, 1758–1769
- Joseph Traugott de Schobeln, 1770–1777
- Michael Enyeter, 8.10.1778–26.09.1781
- Joseph Traugott de Schobeln, 27.09.1781–9.08.1783 (†)
- Michael Fronius, 21.08.1783–18.04.1786
- Joseph August Drauth, 1.06.1786–1789
- Johann Theophil Wentzel, 27.05.1789–1790
- Michael Traugott Fronius, 23.04.1790–28.06.1799 (†)
- Georg Franz Clompe, 29.07.1799–31.10.1822

## Secolul XIX și începutul secolului XX
- Johann Jakob Mylius, 1.11.1822–21.05.1832 (†)
- Johann Georg de Trauschenfels, 21.05.1832–24.08.1841 (†)
- Joseph Wentzel, 25.10.1841–1846
- Johann Georg von Albrichsfeld, 10.12.1846–6.12.1854
- Franz von Schobeln, 6.12.1854–3.03.1859
- Friedrich Fabritius, 3.03.1859–23.04.1861
- Friedrich Fabritius, 23.04.1861–1868
- Georg Dück, 1.02.1869–31.12.1871
- Karl Schnell, 1.01.1872–18.12.1876 (retired)
- Johann Gött, 26.10.1876–1.12.1879 (retired)
- Franz Brenner von Brennerberg, 19.11.1879–28.05.1896 (retired)
- Karl Jacobi, 15.06.1896–20.07.1898 (retired)
- Franz Hiemesch, 1.10.1898–4.04.1911 (†)
- Karl Ernst Schnell 10.07.1911–28.08.1916
- Gheorghe Baiulescu, 29.08.1916–08.10.1916[1]

## Perioada interbelică^2
- Dr. Carol Schnell, primar delegat 1918 - 1926
- Emil Socaciu, primar delegat 1926
- Dr. Constantin Moga, primar ales 1926 - 1928; începutul practicii administratiei locale în limba româna
- Dr. Carol Schnell, girant al primarului 1928 (1.09 - 16.10)
- Dr. Sterie Stinghe, primar 1928 - 1929
- Gheorghe Cuteanu, primar 1929 - 1931
- Iuliu Suciu, presedinte al comitetului interimar, 1931 - 22.06.1932
- Dr. Ioan Garoiu, presedinte al comitetului interimar, 22.06.1932 - 15.10.1932
- Dr. Cornel Voicu, 1932 - 21.03.1934
- Dr. Filimon Bogdan, presedinte al comitetului interimar, 21.03.1934 - 31.08.1934
- C. Dumitrescu Pârvu, presedinte al comitetului interimar, 31.08.1934 - 24.05.1935
- Dr. Tarquiniu Priscu, 1935 - 1938
- Dr. Ioan Latciu, primar delegat, 6.01.1938 - 11.02.1938
- Dr. Virgil Voicu, primar delegat, 13.02.1938 - 17.02.1938
- Lt. Col. Victor Nanu, 18.02.1938 - 1940

## Perioada comunistă
- 1971–1974: Sutu Constantin

## După 1989

### Primari-delegați
- 1990: Cornel Sălăjan
- 1990–1991: Costin Marius
- 1991: Vasile Chiosa
- 1991–februarie 1992: Ion Gonțea - FSN

### 1992–prezent
Începând cu 1992, primarii Brașovului sunt aleși de către cetățenii cu drept de vot ai orașului la fiecare patru ani.
- 1992–1996: Adrian Moruzi - CDR
- 1996–2000: Ioan Ghișe - PNL
- 2000–2004: Ioan Ghișe - PNL
- 2004–2008: George Scripcaru - PDL
- 2008–2012: George Scripcaru - PDL
- 2012–2016: George Scripcaru - PNL
- 2016–2020: George Scripcaru - independent
- 2020–2024: Allen Coliban - USR
- 2024-prezent George Scripcaru - PNL